# Curva de aprendizagem

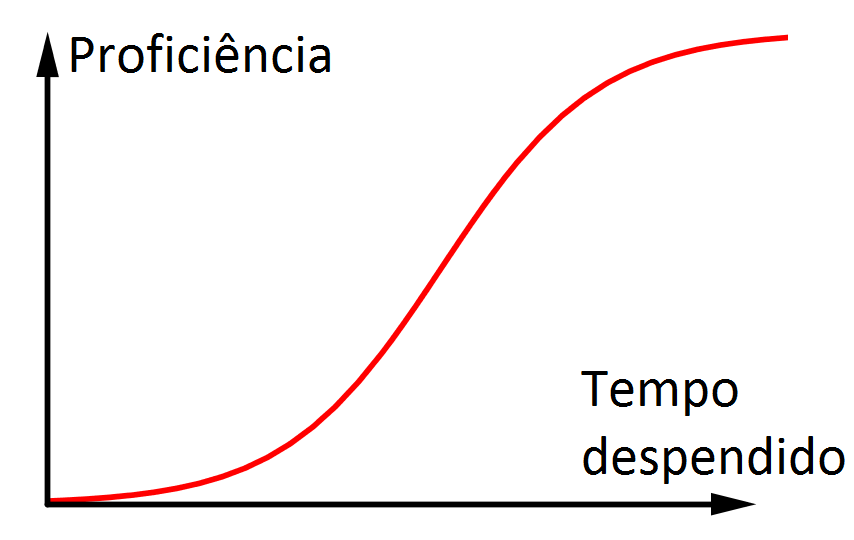
Exemplo de curva de aprendizagem (proficiência X tempo despendido).

Curva de aprendizagem é uma representação do nível médio cognitivo de aprendizagem para uma determinada atividade ou ferramenta. Normalmente, o aumento na retenção de informações é mais agudo após as tentativas iniciais, e então gradualmente se equilibra, o que significa que cada vez menos informação nova é retida após cada repetição.

A curva de aprendizado também pode representar a dificuldade inicial de aprender algo e, em certa medida, o quanto há para aprender depois de familiaridade inicial, sendo assim, a curva de valor representa o aumento da facilidade de execução de certa atividade em função das informações retidas e adquiridas em meio as realizações. 
O conceito foi descrito pela primeira vez por Hermann Ebbinghaus em 1885.
"Serve para explicar o comportamento competitivo de setores de rápido crescimento, nos quais, a todo o momento que a experiência acumulada dobra, os custos deveriam reduzir até 30% em razão da economia de escala gerada. A Matriz Boston Consulting Group (BCG) é justamente para analisar a curva de experiência.